# Штам
Штам (нім. Stamm, дос. «стовбур», «основа»; також ізолят на стадії отримання до моменту повного вивчення його властивостей) — чиста культура певного виду мікроорганізмів, виділена з якогось джерела (людини, тварини) або об'єкта навколишнього середовища (води, повітря, ґрунту, харчових продуктів тощо), у якої вивчені морфологічні та фізіологічні особливості. Штамами називають також культури мікроорганізмів одного й того ж виду, виділених із різних джерел (об'єктів) або одного й того самого, але в різні часи. Один і той же вид бактерій, дріжджів, мікроскопічних грибів може мати велике число штамів, що відрізняються за рядом властивостей, наприклад за чутливістю до антибіотиків, здатністю до утворення токсинів, ферментів та інших факторів. Штами мікроорганізмів, що застосовують у промисловості для мікробіологічного синтезу білків (зокрема ферментів, антибіотиків, вітамінів, органічних кислот тощо, в результаті селекції значно продуктивніші за дикі штами. Створені штами мікроорганізмів, які в промислових масштабах продукують білки, вітаміни, лікарські препарати, вакцини й інші необхідні людині речовини.

## Штами, які використовуються в мікробіологічному виробництві[2]

### Виробничі штами
Виробничий штам — власне штам, що використовують для промислового виробництва біопрепаратів. Зусилля селекції спрямовані саме на отримання високопродуктивних виробничих штамів, що мають високу комерційну цінність. Часто такі штами мають здатність надсинтезу — тобто виробляють певні сполуки більшою мірою, ніж це їм потрібно.
До виробничих штамів висуваються такі вимоги:
- здатність рости на доступних та дешевих поживних середовищах
- висока швидкість росту та вироблення цінних продуктів
- максимальний синтез корисних речовин та мінімальний — домішок
- стабільність генотипу та фенотипу
- стійкість до бактеріофагів та сторонньої мікрофлори
- безпечність для людини та довкілля, відсутність токсичних метаболітів
- економічна доцільність технології виробництва продукту
- бажана ацидофільнісь, термофільність тощо для зниження імовірності контамінації

### Еталонні штами
Еталонний штам — конкретна чиста культура певного виду мікроорганізмів, у якої вивчені морфологічні та фізіологічні, серологічні, культуральні, біохімічні, молекулярно-генетичні та інші особливості. Тобто еталонні штами є паспортизованими. Еталонні штами зберігаються в колекціях непатогенних мікроорганізмів при наукових установах — депозитаріях.

### Контрольні штами
Контрольний штам — це штам, який використовують для оцінки якості мікробних препаратів на біотестах (тестування на рослинах, тваринах, комахах тощо)

## Методи вдосконалення штамів мікроорганізмів

### Природна мінливість
Полягає в пошуку природних мікроорганізмів з цінними властивостями або їх багаторазовому розмноженні з наступним скринінгом на наявність необхідних характеристик. Зараз рідко використовується, адже потребує багато часу і затрат на багаторазовий аналіз.

### Класична селекція
Передбачає дві основи вдосконалення. По-перше, штучне збільшення частоти мутацій за рахунок дії фізичних (ультрафіолет, іонізуюча радіація), хімічних (етиленімін, аналоги азотистих основ, нітрозоетилсечовина тощо) чи біологічних (гени-мутатори, транспозони) чинників. По-друге, створення селекційних умов, за яких може вижити лише штам із необхідними властивостями (негативна селекція) чи цільові штами матимуть відчутну перевагу у своєму розвитку (позитивна селекція). Крім того, виділяють непряму селекцію, коли відбір здійснюється за допомогою певних біохімічних чи молекулярно-генетичних маркерів, і тотальну селекцію, коли кожна клітина тестується на наявність корисних ознак.

### Генно-інженерні методи
Цей напрям є найсучаснішим і пропонує широкий вибір методів. Історично першим з них є обробка ДНК рестриктазами з наступним зшиванням липких кінців лігазами. Також відомими є гомологічна рекомбінація за допомогою лізогенних фагів (наприклад λ-фага), сайт-специфічний мутагенез, трансформація за допомогою ПЛР, інженерна ензимологія тощо. За допомогою генетичної інженерії сьогодні виготовляється широкий спектр медичних препаратів (приміром інсулін, інтерферон), промислових ферментів та інших сполук, які неможливо чи дуже дорого отримати іншими методами.